# Willy Wicken
Willy Wicken (* 9. Oktober 1928 in München Gladbach; † 10. Februar 1985) war ein deutscher Fußballspieler. Der Offensivspieler absolvierte bei Borussia Mönchengladbach in der damals erstklassigen Fußball-Oberliga West von 1950 bis 1961 insgesamt 178 Ligaspiele, in denen er 47 Tore erzielte; dazu kommen noch 76 Einsätze in drei Runden in der 2. Liga West mit weiteren 26 Toren. Der gebürtige Eickener war für Borussias Anhänger das Idol der frühen fünfziger Jahre. Beim Gewinn des DFB-Pokals 1960 stürmte Wicken beim mit 2:0 gewonnenen Halbfinalspiel am 7. September gegen den amtierenden deutschen Meister Hamburger SV im Angriff der Elf vom Bökelbergstadion.

## Laufbahn als Fußballer
Der aggressive, dribbelstarke, schnelle und bewegliche Außenstürmer, der auf beiden Flügeln eingesetzt werden konnte, gehörte nach Ende des Zweiten Weltkriegs ununterbrochen von der Saison 1946/47 (Bezirksliga Linker Niederrhein, Gruppe 2) bis zur Saison 1960/61 (Fußball-Oberliga West) dem Spielerkader von Borussia Mönchengladbach an. Erstmals in der Saison 1946/47 wird er im Text der Borussen-Chronik aufgeführt, als er am 1. Mai 1947 in Neuss im Entscheidungsspiel um den Gruppensieg gegen BV Union 05 Krefeld das Tor zum 1:0-Erfolg erzielte. Mit dem 4. Rang 1948/49 qualifizierte sich Mönchengladbach für die ab 1949/50 als neuer Unterbau der Oberliga eingeführte 2. Liga West. Beim 7:2-Heimerfolg gegen den SSV Oberkassel wurde der „immer streitbare“ Willy Wicken vom Platz gestellt.
Im Debütjahr der neuen 2. Liga West, 1949/50, erreichte die Borussia unter dem Trainergespann Paul Pohl und Heinz Ditgens in der Gruppe 2 die Vizemeisterschaft und damit den Aufstieg in die Oberliga West. Wicken hatte in 23 Ligaspielen neun Tore erzielt. Ab 1949 hatte auch der Westdeutsche Fußballverband (WFV) das Vertragsspielerstatut eingeführt; bei einer außerordentlichen Mitgliederversammlung am 28. Juli 1949 wurde auch bei der Borussia für die erste Mannschaft der Vertragsfußball abgesegnet. Vom Vollprofitum war man damit aber immer noch weit entfernt. Auch Vertragsspieler waren noch immer darauf angewiesen, neben dem Fußball einem „ordentlichen Beruf“ nachzugehen. Mit der Standardangriffsreihe Hubert und Johann Meulenberg, Jozef Grzesik, Willi Fischermann und Wicken war Borussia in die Oberliga West eingezogen.
Der Start im westdeutschen Oberhaus missriet aber gründlich: Nach den ersten sechs Spielen hatte der Aufsteiger 0:12 Punkte vorzuweisen und belegte nach der Hinrunde den 15. Rang. Unter dem neuen Trainer Werner Sottong erzielte Wicken in 28 Oberligaeinsätzen zehn Tore und führte damit die interne Torschützenliste an. Bei der 2:3-Auswärtsniederlage am 11. März 1951 bei STV Horst-Emscher wurde der „Hitzkopf“ vom Platz gestellt. Borussia wäre mit 25:35 Punkten auf dem 14. Rang stehend eigentlich gerettet gewesen, aber da zwei Punkte am „grünen Tisch“ gewonnen waren und nach der Rechtsprechung des Verbandes diese Punkte nicht „über Meisterschaft oder Abstieg entscheiden darf“, musste Borussia ein Entscheidungsspiel gegen Alemannia Aachen (15. Platz, ein Punkt hinter BMG) am 6. Mai 1951 in Köln bestreiten. Wicken und Kollegen gingen mit 1:5 unter und stiegen wieder in die 2. Liga ab.
Es gelang 1951/52 aber unter Spielertrainer Fritz Pliska mit dem Meisterschaftsgewinn umgehend die Oberligarückkehr. Wicken erzielte in 27 Ligaeinsätzen zehn Tore. In der Rheinischen Post wurde in der Meisterschaftsanalyse neben der mannschaftlichen Geschlossenheit und der vorzüglichen Hintermannschaft die zwei Angreifer Willy Wicken und Heinrich Schaffers (17 Tore) besonders hervorgehoben, indem ihnen bescheinigt wurde, dass sie „zeitweise den Zenit ihres Könnens“ erreicht hätten. Mit den Neuzugängen Heinz Janssen, Egmont Kablitz und Hermann Wiefels verstärkt gelang 1952/53 mit den wenigsten Toren der Liga – Borussia erzielte in 30 Ligaspielen lediglich 31 Tore – der rettende 14. Rang. Wicken hatte 28 Spiele bestritten und sechs Tore an der Seite des zwölfmaligen Torschützen Heinz Jansen erzielt.
Unter dem neuen Trainer Fritz Silken belegte die Borussia im Weltmeisterschaftsjahr 1953/54 den 12. Rang. Silken standen aber auch mit Ewald Nienhaus und Heinz Reh zwei torgefährliche neue Angreifer in der Offensive zur Verfügung und Reinhold Grunert (Torhüter) und Franz Wichelhaus verstärkten darüber hinaus die Defensive. Wicken hatte in 27 Ligaeinsätzen vier Tore erzielt. Ende April trat Borussia erstmals eine größere Auslandsreise an. Die Mannschaft reiste nach Frankreich und bestritt dort zwei Freundschaftsspiele gegen SCO Angers (1:2) und FC Rouen (5:2). Nach einem touristischen Abstecher nach Paris ging es wieder Richtung Heimat an den Niederrhein. Bei der Mitgliederversammlung am 10. Mai 1954 kommt aus den Reihen der Vertragsspieler Kritik am Vorstand auf. Willy Wicken und Hermann Wiefels werfen dem Vorstand eine mangelhafte Betreuung und Versorgung der Vertragsspieler vor.
In der Saison 1954/55 stürzte Borussia in der Rückrunde dramatisch ab. Vom 4. Rang ging es runter auf Platz 14, punktgleich mit dem Meidericher SV auf dem 15. Rang. Wickens Treffer in der 87. Minute am vorletzten Spieltag zum 3:2-Heimerfolg vor 30.000 Zuschauern gegen den 1. FC Köln, brachte am 24. April 1955 den Klassenerhalt zustande. Die 9:21 Punkte in der Rückrunde beendeten die Tätigkeit von Trainer Silken, zur neuen Runde übernahm Klaus Dondorf das Traineramt am Bökelberg. Wicken hatte in 29 Ligaeinsätzen sieben Treffer erzielt, darunter auch einen beim 6:6-Heimremis am 30. Januar 1955 gegen Borussia Dortmund. Die erste Runde unter Dondorf stand 1955/56 unter dem Zeichen des Oberligadebüts von Albert Brülls, dem ersten Sieg auf Schalke (2:1) und 12 Toren von Wicken, womit die Borussia insgesamt 60 Tore erzielte und mit 26:34 Punkten auf dem 11. Rang landete. Überschattet wird die Arbeit von Dondorf aber durch das desaströse Abschneiden im zweiten Jahr, 1956/57, als die Borussen mit 14 Niederlagen in Folge aufwarteten. Mit 10:50 Punkten stieg Mönchengladbach als Tabellenletzter in die 2. Liga West ab.
Jetzt wurde wieder Fritz Pliska als Trainer zurückgeholt, ihm wurde die Konsolidierung und die Oberligarückkehr zugetraut. Aber auch die zwei Jansen-Neuzugänge Günter (Torhüter) und Albert erwiesen sich als Verstärkungen, Brülls erzielte 23 Tore und Spielführer Wicken lief in 25 Ligaspielen auf, in denen er sieben Treffer erzielte. Als Vizemeister kehrte die Borussia in die Oberliga West zurück. Am 1. März 1958 hatte Wicken bei einem 5:0-Heimerfolg gegen den späteren Meister STV Horst-Emscher sein 500. Spiel in der ersten Mannschaft von Borussia Mönchengladbach bestritten. Er erzielte bei seinem Jubiläum einen Treffer.
In den folgenden drei Runden ging der Weg von Willy Wicken vom Leistungsträger hin zum Ergänzungsspieler. Als sein Verein in der Saison 1960/61 mit dem 6. Rang die beste Oberligaplatzierung erreichte, kam er unter Trainer Bernd Oles lediglich noch dreimal in der Oberliga zum Einsatz. Mit dem Spiel am 12. März 1961, einem 3:0-Heimerfolg gegen Viktoria Köln, beendete er seine 15-jährige aktive Spielerkarriere bei Borussia Mönchengladbach. Er bildete dabei mit Heinz de Lange das Verteidigerpaar und der Borussenangriff war mit Franz Brungs, Karl-Heinz Mülhausen, Ulrich Kohn, Albert Brülls und Dieter Bedürftig besetzt gewesen.
Zum letzten sportlichen Höhepunkt sollte das Halbfinalspiel um den DFB-Pokal am 7. September 1960 gegen den Hamburger SV für das Eickener Urgestein werden: Die Borussia setzte sich in Münster durch zwei Brungs-Treffer mit 2:0 durch und zog in das Endspiel ein. Wicken stürmte dabei nochmals auf Linksaußen. Beim 3:2-Finalerfolg am 5. Oktober 1960 in Düsseldorf gegen den Karlsruher SC kam er nicht zum Einsatz.
Im Sommer 1961 beendete Willy Wicken seine langjährige Spielerkarriere. Er war der Schwager von Jugendobmann Günter Hirnstein und später auch als Jugendtrainer für die Borussia im Einsatz.